# Excitatorisk postsynaptisk potentiale
 Der er for få eller ingen kildehenvisninger i denne artikel, hvilket er et problem. Du kan hjælpe ved at angive troværdige kilder til de påstande, som fremføres i artiklen.

Excitatorisk postsynaptisk potentiale (EPSP) er en midlertidig depolarisering af det postsynaptiske membranpotentiale, som skyldes indstrømning af positivt ladede ioner via åbnede spændingsstyrede ion-kanaler i den postsynaptiske celle. Et postsynaptisk potentiale defineres som excitatorisk hvis dette øger neuronets sandsynlighed for at afgive et aktionspotentiale. Ionstrømmene som leder til EPSP defineres som "excitatorisk postsynaptisk strømning" (EPSC). Fænomenet er det modsatte af inhibitorisk postsynaptisk potentiale (IPSP), som almindeligvis skyldes indstrømning af negativt ladede ioner eller udstrømning af positivt ladede ioner. 
EPSPere (som IPSPere) er graderet (dvs. har en additiv effekt). Når flere EPSPer opstår på et enkelt område af den postsynaptiske membran er det sammenlægningen af alle de individuelle EPSPere, som giver den endelige effekt. Større EPSPere resulterer i en større depolarisering af membranpotentialet, som derved øger sandsynligheden for at den postsynaptiske membran opnår sin tærskel og frigiver et aktionspotentiale.
| Fysiologi | Spire Denne artikel om fysiologi er en spire som bør udbygges. Du er velkommen til at hjælpe Wikipedia ved at udvide den. |